# Sommer-Paralympics 2016/Schwimmen
Bei den Sommer-Paralympics 2016 in Rio de Janeiro wurden in insgesamt 152 Wettbewerben im Schwimmen Medaillen vergeben. Die Entscheidungen fielen zwischen dem 8. und 17. September 2016 im Olympic Aquatics Stadium. Nach Leichtathletik war dieser Wettbewerb der mit den meisten Entscheidungen und teilnehmenden Athleten.

## Klassifizierung
Schwimmen ist die einzige Sportart, die die funktionellen Bedingungen des Gliedmaßenverlusts, der Hirnschädigung, der Rückenmarkschädigung und andere Behinderungen quer durch alle Startklassen in Beziehung setzt.
- Die Startklassen S1-S10, SB1-SB9, SM1-SM10 gelten für alle Körperbehinderten,
- die Startklassen S11-S13, SB11-SB13, SM11-SM13 gelten für die Sehbehinderten,
- die Startklassen S14, SB14, SM14 gelten für Sportler mit einer geistigen Behinderung.

Niedrige Ziffern bei den Körper- und Sehbehinderten zeigen deutlich stärkere Behinderungen an als hohe Ziffern.
- S: Freistil-, das Rücken- und das Schmetterlingsschwimmen.
- SB: Brustschwimmen
- SM: Lagenschwimmen.

In jeder Startklasse dürfen Schwimmer, mit Rücksicht auf ihre Behinderung, mit einem Startsprung oder vom Beckenrand aus oder direkt aus dem Wasser starten. Dies wird durch einen Unterparameter berücksichtigt.

## Wettbewerbe und Zeitplan
| Wettbewerbe und Zeitplan      | Wettbewerbe und Zeitplan | Wettbewerbe und Zeitplan | Wettbewerbe und Zeitplan  |
| Tag                           | | |                           |
| Tag                           | Männer | Frauen | Mixed                     |
| ----------------------------- | --- | --- | ------------------------- |
| Donnerstag 8. September 2016  | 100 m Rücken S6 400 m Freistil S8 100 m Brust SB9 100 m Rücken S7 100 m Freistil S4 100 m Rücken S14 100 m Schmetterling S13 200 m Freistil S5                         | 100 m Rücken S6 400 m Freistil S8 100 m Brust SB9 100 m Rücken S7 100 m Freistil S3 100 m Rücken S14 100 m Schmetterling S13 200 m Freistil S5        |                           |
| Freitag 9. September 2016     | 100 m Rücken S2 50 m Freistil S7 50 m Schmetterling S6 50 m Freistil S10 100 m Rücken S11 400 m Freistil S9 100 m Schmetterling S8 100 m Rücken S1                     | 50 m Freistil S7 50 m Schmetterling S6 50 m Freistil S10 100 m Rücken S11 400 m Freistil S9 100 m Schmetterling S8 100 m Rücken S2                    | 4 × 50 m Freistil Staffel |
| Samstag 10. September 2016    | 100 m Brust SB7 50 m Freistil S6 50 m Schmetterling S5 50 m Rücken S3 200 m Lagen SM13 100 m Rücken S10 400 m Freistil S11                                             | 100 m Brust SB7 50 m Freistil S6 50 m Schmetterling S5 50 m Rücken S3 200 m Lagen SM13 100 m Rücken S10 400 m Freistil S11                            |                           |
| Sonntag 11. September 2016    | 100 m Brust SB5 200 m Lagen SM9 100 m Brust SB13 200 m Freistil S14 200 m Lagen SM10 100 m Freistil S8 200 m Freistil S2 100 m Brust SB4                               | 100 m Brust SB5 200 m Lagen SM9 100 m Brust SB13 200 m Freistil S14 200 m Lagen SM10 100 m Freistil S8 100 m Brust SB4                                |                           |
| Montag 12. September 2012     | 400 m Freistil S13 150 m Lagen SM4 50 m Freistil S11 100 m Schmetterling S10 100 m Freistil S9 200 m Lagen SM6 50 m Schmetterling S7 50 m Freistil S5                  | 400 m Freistil S13 150 m Lagen SM4 50 m Freistil S11 100 m Schmetterling S10 100 m Freistil S9 200 m Lagen SM6 50 m Schmetterling S7 50 m Freistil S5 |                           |
| Dienstag 13. September 2016   | 400 m Freistil S6 200 m Lagen SM7 100 m Freistil S10 100 m Brust SB11 100 m Brust SB12 100 m Rücken S8 50 m Freistil S9 50 m Freistil S3 200 m Freistil S4             | 400 m Freistil S6 200 m Lagen SM7 100 m Freistil S10 100 m Rücken S8 50 m Freistil S9 100 m Brust SB11                                                |                           |
| Mittwoch 14. September 2016   | 400 m Freistil S7 50 m Brust SB2 50 m Brust SB3 50 m Freistil S13 100 m Brust SB8 100 m Brust SB14 100 m Rücken S12 4 × 100 m Freistil Staffel 100 m Schmetterling S11 | 100 m Brust SB8 100 m Brust SB14 50 m Brust SB3 50 m Freistil S13 100 m Brust SB8 400 m Freistil S7 100 m Rücken S12                                  |                           |
| Donnerstag 15. September 2016 | 50 m Rücken S2 100 m Schmetterling S9 100 m Brust SB6 400 m Freistil S10 200 m Freistil S3 100 m Freistil S11 50 m Rücken S1 150 m Lagen SM3 200 m Lagen SM5           | 100 m Schmetterling S9 400 m Freistil S10 100 m Brust SB6 200 m Lagen SM5 4 × 100 m Freistil Staffel 50 m Rücken S2 100 m Freistil S11                |                           |
| Freitag 16. September 2016    | 100 m Freistil S7 100 m Rücken S9 50 m Freistil S8 50 m Rücken S4 200 m Lagen SM11 100 m Freistil S13 50 m Rücken S5                                                   | 100 m Freistil S7 100 m Rücken S9 50 m Freistil S8 50 m Rücken S4 200 m Lagen SM11 100 m Freistil S13 50 m Rücken S5 4 × 100 m Lagen Staffel          |                           |
| Samstag 17. September 2016    | 100 m Freistil S6 50 m Freistil S12 100 m Rücken S13 100 m Freistil S5 200 m Lagen SM14 4 × 100 m Lagen Staffel 50 m Freistil S4 200 m Lagen SM8                       | 100 m Freistil S6 200 m Lagen SM8 50 m Freistil S12 50 m Freistil S4 100 m Rücken S13 100 m Freistil S5 200 m Lagen SM14                              |                           |

## Ergebnisse Männer

### 50 Meter Freistil
| Klasse | Datum      | Goldmedaille | Goldmedaille   | Goldmedaille | Silbermedaille | Silbermedaille       | Silbermedaille | Bronzemedaille | Bronzemedaille          | Bronzemedaille |
| Klasse | Datum      | Land         | Sportler       | Zeit (s)     | Land           | Sportler             | Zeit (s)       | Land           | Sportler                | Zeit (s)       |
| ------ | ---------- | ------------ | -------------- | ------------ | -------------- | -------------------- | -------------- | -------------- | ----------------------- | -------------- |
| S3     | 13.09.2016 | CHN          | Huang Wenpan   | 39,24        | UKR            | Dmytro Wynohradez    | 41,41          | CHN            | Li Hanhua               | 42,18          |
| S4     | 17.09.2016 | KOR          | Jo Gi Seong    | 39,30        | FRA            | David Smétanine      | 40,58          | UKR            | Andrij Derewinskyj      | 40,94          |
| S5     | 12.09.2016 | BRA          | Daniel Dias    | 32,78        | VIE            | Vo Thanh Tung        | 33,94          | USA            | Roy Perkins             | 34,42          |
| S6     | 10.09.2016 | CHN          | Xu Qing        | 28,81        | COL            | Nelson Crispin Corzo | 29,27          | CHN            | Jia Hongguang           | 29,87          |
| S7     | 09.09.2016 | CHN          | Pan Shiyun     | 27,35        | UKR            | Jewhenij Bohodajko   | 27,64          | COL            | Carlos Serrano Zárate   | 28,60          |
| S8     | 16.09.2016 | CHN          | Wang Yinan     | 26,24        | UKR            | Bohdan Hrynenko      | 26,67          | UKR            | Jurij Boschynskyj       | 26,75          |
| S9     | 13.09.2016 | GBR          | Matthew Wylie  | 25,95        | AUS            | Timothy Disken       | 25,99          | JPN            | Takuro Yamada           | 26,00          |
| S10    | 09.09.2016 | UKR          | Maksym Krypak  | 23,33        | BRA            | Phelipe Rodrigues    | 23,56          | UKR            | Denys Dubrow            | 23,75          |
| S11    | 12.09.2016 | USA          | Bradley Snyder | 25,57        | JPN            | Keiichi Kemura       | 26,52          | CHN            | Yang Bozun              | 26,72          |
| S12    | 17.09.2016 | UKR          | Maxym Weraxa   | 23,67        | AZE            | Dsmitri Salej        | 24,29          | UKR            | Illja Jaremenko         | 24,41          |
| S13    | 14.09.2016 | BLR          | Ihar Boki      | 23,44 PR     | BRA            | Carlos Farrenberg    | 24,17          | UZB            | Musaffar Tursunchujajew | 24,21          |

### 100 Meter Freistil
| Klasse | Datum      | Goldmedaille | Goldmedaille           | Goldmedaille | Silbermedaille | Silbermedaille        | Silbermedaille | Bronzemedaille | Bronzemedaille      | Bronzemedaille |
| Klasse | Datum      | Land         | Sportler               | Zeit (min)   | Land           | Sportler              | Zeit (min)     | Land           | Sportler            | Zeit (min)     |
| ------ | ---------- | ------------ | ---------------------- | ------------ | -------------- | --------------------- | -------------- | -------------- | ------------------- | -------------- |
| S4     | 08.09.2016 | KOR          | Jo Gi Seong            | 1:23,36      | CHN            | Jin Zhipeng           | 1:26,05        | NED            | Michael Schoenmaker | 1:26,87        |
| S5     | 17.09.2016 | BRA          | Daniel Dias            | 1:10,11      | USA            | Roy Perkins           | 1:14,55        | GBR            | Andrew Mullen       | 1:15,93        |
| S6     | 17.09.2016 | CUB          | Lorenzo Perez Escalona | 1:04,70 PR   | COL            | Nelson Crispin Corzo  | 1:05,37        | UKR            | Olexandr Komarow    | 1:06,21        |
| S7     | 16.09.2016 | CHN          | Pan Shiyun             | 1:00,82      | COL            | Carlos Serrano Zárate | 1:01,84        | UKR            | Jewhenij Bohodajko  | 1:02,12        |
| S8     | 11.09.2016 | CHN          | Wang Yinan             | 0:56,80      | CHN            | Song Maodang          | 0:58,13        | GBR            | Josef Craig         | 0:58,19        |
| S9     | 12.09.2016 | AUS          | Timothy Disken         | 0:56,23      | AUS            | Brenden Hall          | 0:56,95        | HUN            | Tamas Toth          | 0:57,20        |
| S10    | 13.09.2016 | UKR          | Maksym Krypak          | 0:51,08      | BRA            | André Brasil          | 0:51,37        | BRA            | Phelipe Rodrigues   | 0:51,48        |
| S11    | 15.09.2016 | USA          | Bradley Snyder         | 0:56,15 PR   | CHN            | Yang Bozun            | 0:59,51        | JPN            | Keiichi Kimura      | 0:59,63        |
| S13    | 16.09.2016 | BLR          | Ihar Boki              | 0:50,90 PR   | UKR            | Jaroslaw Denysenko    | 0:52,40        | UKR            | Maxym Weraxa        | 0:52,77        |

### 200 Meter Freistil
| Klasse | Datum      | Goldmedaille | Goldmedaille | Goldmedaille | Silbermedaille | Silbermedaille      | Silbermedaille | Bronzemedaille | Bronzemedaille       | Bronzemedaille |
| Klasse | Datum      | Land         | Sportler     | Zeit (min)   | Land           | Sportler            | Zeit (min)     | Land           | Sportler             | Zeit (min)     |
| ------ | ---------- | ------------ | ------------ | ------------ | -------------- | ------------------- | -------------- | -------------- | -------------------- | -------------- |
| S2     | 12.09.2016 | CHN          | Liu Benying  | 3:41,54      | CHN            | Zou Liankang        | 3:42,58        | UKR            | Serhij Palamartschuk | 3:43,69        |
| S3     | 15.09.2016 | CHN          | Huang Wenpan | 3:09,04 PR   | UKR            | Dmytro Wynohradez   | 3:09,77        | CHN            | Li Hanhua            | 3:23,10        |
| S4     | 13.09.2016 | KOR          | Jo Gi Seong  | 3:01,67      | NED            | Michael Schoenmaker | 3:03,81        | CHN            | Jin Zhipeng          | 3:03,94        |
| S5     | 08.09.2016 | BRA          | Daniel Dias  | 2:27,88      | USA            | Roy Perkins         | 2:38,56        | GBR            | Andrew Mullen        | 2:40,65        |
| S14    | 11.09.2016 | HKG          | Tang Wai Lok | 1:56,32      | GBR            | Thomas Hamer        | 1:56,58        | AUS            | Daniel Fox           | 1:56,69        |

### 400 Meter Freistil
| Klasse | Datum      | Goldmedaille | Goldmedaille        | Goldmedaille | Silbermedaille | Silbermedaille      | Silbermedaille | Bronzemedaille | Bronzemedaille         | Bronzemedaille |
| Klasse | Datum      | Land         | Sportler            | Zeit (min)   | Land           | Sportler            | Zeit (min)     | Land           | Sportler               | Zeit (min)     |
| ------ | ---------- | ------------ | ------------------- | ------------ | -------------- | ------------------- | -------------- | -------------- | ---------------------- | -------------- |
| S6     | 13.09.2016 | ITA          | Francesco Bocciardo | 5:02,15      | NED            | Thijs van Hofweegen | 5:07,82        | CUB            | Lorenzo Perez Escalona | 5:14,44        |
| S7     | 14.09.2016 | GBR          | Michael Jones       | 4:45,78      | GBR            | Jonathan Fox        | 4:49,00        | NOR            | Andreas Bjørnstad      | 4:53,61        |
| S8     | 08.09.2016 | GBR          | Oliver Hynd         | 4:21,89      | CHN            | Xu Haijiao          | 4:25,65        | CHN            | Wang Yinan             | 4:32,78        |
| S9     | 10.09.2016 | AUS          | Brenden Hall        | 4:12,73      | ITA            | Federico Morlacchi  | 4:17,91        | GBR            | Lewis White            | 4:21,38        |
| S10    | 15.09.2016 | UKR          | Maksym Krypak       | 3:57,71 PR   | UKR            | Denys Dubrow        | 4:00,11        | CAN            | Benoit Huot            | 4:04,63        |
| S11    | 11.09.2016 | USA          | Bradley Snyder      | 4:28,78      | USA            | Tharon Drake        | 4:40,96        | BRA            | Matheus Souza          | 4:41,05        |
| S13    | 12.09.2016 | BLR          | Ihar Boki           | 3:55,62      | UKR            | Jaroslaw Denysenko  | 3:58,78        | UZB            | Dmitrij Horlin         | 4:06,63        |

### 50 Meter Rücken
| Klasse | Datum      | Goldmedaille | Goldmedaille      | Goldmedaille | Silbermedaille | Silbermedaille     | Silbermedaille | Bronzemedaille | Bronzemedaille            | Bronzemedaille |
| Klasse | Datum      | Land         | Sportler          | Zeit (min)   | Land           | Sportler           | Zeit (min)     | Land           | Sportler                  | Zeit (min)     |
| ------ | ---------- | ------------ | ----------------- | ------------ | -------------- | ------------------ | -------------- | -------------- | ------------------------- | -------------- |
| S1     | 15.09.2016 | UKR          | Hennadij Bojko    | 1:00,85      | ITA            | Francesco Bettella | 1:12,49        | UKR            | Anton Kol                 | 1:15,42        |
| S2     | 15.09.2016 | CHN          | Zou Liankang      | 0:47,17 PR   | CHN            | Liu Benying        | 0:48,84        | UKR            | Serhij Palamartschuk      | 0:50,23        |
| S3     | 10.09.2016 | UKR          | Dmytro Wynohradez | 0:44,94      | CHN            | Huang Wenpan       | 0:46,11        | ITA            | Vincenzo Boni             | 0:46,67        |
| S4     | 16.09.2016 | CZE          | Arnošt Petráček   | 0:43,12      | CHN            | Liu Yuntao         | 0:45,01        | MEX            | Jesús Hernández Hernández | 0:45,30        |
| S5     | 16.09.2016 | BRA          | Daniel Dias       | 0:35,40      | GBR            | Andrew Mullen      | 0:37,94        | HUN            | Zsolt Vereczkei           | 0:38,92        |

### 100 Meter Rücken
| Klasse | Datum      | Goldmedaille | Goldmedaille       | Goldmedaille | Silbermedaille | Silbermedaille                   | Silbermedaille | Bronzemedaille | Bronzemedaille       | Bronzemedaille |
| Klasse | Datum      | Land         | Sportler           | Zeit (min)   | Land           | Sportler                         | Zeit (min)     | Land           | Sportler             | Zeit (min)     |
| ------ | ---------- | ------------ | ------------------ | ------------ | -------------- | -------------------------------- | -------------- | -------------- | -------------------- | -------------- |
| S1     | 09.09.2016 | UKR          | Hennadij Bojko     | 2:08,01      | ITA            | Francesco Bettella               | 2:27,06        | UKR            | Anton Kol            | 2:27,45        |
| S2     | 09.09.2016 | CHN          | Zou Liankang       | 1:45,25      | CHN            | Liu Benying                      | 1:48,29        | UKR            | Serhij Palamartschuk | 1:49,76        |
| S6     | 08.09.2016 | CHN          | Zheng Tao          | 1:10,84      | CHN            | Jia Honguang                     | 1:13,42        | UKR            | Jaroslaw Semenenko   | 1:15,41        |
| S7     | 08.09.2016 | UKR          | Jewhenij Bohodajko | 1:10,55      | GBR            | Jonathan Fox                     | 1:10,78        | BRA            | Ítalo Pereira        | 1:12,48        |
| S8     | 13.09.2016 | CHN          | Zhou Cong          | 1:02,90      | GBR            | Oliver Hynd                      | 1:04,46        | USA            | Robert Griswold      | 1:04,68        |
| S9     | 16.09.2016 | HUN          | Tamás Tóth         | 1:04,30      | CHN            | Liu Xiaobing                     | 1:04,46        | AUS            | Brenden Hall         | 1:04,67        |
| S10    | 10.09.2016 | UKR          | Maksym Krypak      | 0:57,24      | NED            | Olivier van de Voort             | 0:58,10        | UKR            | Denys Dubrow         | 0:59,37        |
| S11 1  | 09.09.2016 | UKR          | Dmytro Salewskyj   | 1:06,66      | POL USA        | Wojciech Makowski Bradley Snyder | 1:08,28        |                |                      |                |
| S12    | 14.09.2016 | UKR          | Serhij Klippert    | 0:59,77      | AZE            | Raman Salej                      | 1:00,91        | USA            | Tucker Dupree        | 1:01,04        |
| S13    | 17.09.2016 | BLR          | Ihar Boki          | 0:56,68 PR   | UKR            | Jaroslaw Denysenko               | 0:59,02        | CAN            | Nicolas Guy Turbide  | 0:59,55        |
| S14    | 08.09.2016 | KOR          | Lee In Kook        | 0:59,82      | NED            | Marc Evers                       | 1:00,63        | JPN            | Takuya Tsugawa       | 1:03,42        |

### 50 Meter Schmetterling
| Klasse | Datum      | Goldmedaille | Goldmedaille | Goldmedaille | Silbermedaille | Silbermedaille     | Silbermedaille | Bronzemedaille | Bronzemedaille | Bronzemedaille |
| Klasse | Datum      | Land         | Sportler     | Zeit (s)     | Land           | Sportler           | Zeit (s)       | Land           | Sportler       | Zeit (s)       |
| ------ | ---------- | ------------ | ------------ | ------------ | -------------- | ------------------ | -------------- | -------------- | -------------- | -------------- |
| S5     | 10.09.2016 | USA          | Roy Perkins  | 35,04        | CHN            | He Shiwei          | 35,25          | BRA            | Daniel Dias    | 35,62          |
| S6     | 09.09.2016 | CHN          | Xu Qing      | 29,89        | CHN            | Zheng Tao          | 29,93          | CHN            | Wang Lichao    | 30,95          |
| S7     | 12.09.2016 | CHN          | Pan Shiyun   | 28,41        | UKR            | Jewhenij Bohodajko | 29,35          | CHN            | Wang Jingang   | 30,07          |

### 100 Meter Schmetterling
| Klasse | Datum      | Goldmedaille | Goldmedaille               | Goldmedaille | Silbermedaille | Silbermedaille     | Silbermedaille | Bronzemedaille | Bronzemedaille          | Bronzemedaille |
| Klasse | Datum      | Land         | Sportler                   | Zeit (min)   | Land           | Sportler           | Zeit (min)     | Land           | Sportler                | Zeit (min)     |
| ------ | ---------- | ------------ | -------------------------- | ------------ | -------------- | ------------------ | -------------- | -------------- | ----------------------- | -------------- |
| S8     | 10.09.2016 | CHN          | Song Maodang               | 0:59,19      | CHN            | Xu Haijiao         | 1:00,08        | CHN            | Yang Guanglong          | 1:01,18        |
| S9     | 15.09.2016 | GRC          | Dimosthenis Michalentzakis | 0:59,27 PR   | ITA            | Federico Morlacchi | 0:59,52        | HUN            | Tamás Sors              | 0:59,85        |
| S10    | 12.09.2016 | UKR          | Denys Dubrow               | 0:54,71 PR   | UKR            | Maksym Krypak      | 0:54,90        | BRA            | André Brasil            | 0:56,50        |
| S11    | 14.09.2016 | ESP          | Israel Oliver              | 1:02,24      | JPN            | Keiichi Kimura     | 1:02,43        | UKR            | Olexandr Maschtschenko  | 1:03,38        |
| S13    | 09.09.2016 | BLR          | Ihar Boki                  | 0:53,85      | UZB            | Kirill Pankow      | 0:56,84        | UZB            | Musaffar Tursunchujajew | 0:57,26        |

### 50 Meter Brust
| Klasse | Datum      | Goldmedaille | Goldmedaille | Goldmedaille | Silbermedaille | Silbermedaille | Silbermedaille | Bronzemedaille | Bronzemedaille | Bronzemedaille |
| Klasse | Datum      | Land         | Sportler     | Zeit (s)     | Land           | Sportler       | Zeit (s)       | Land           | Sportler       | Zeit (s)       |
| ------ | ---------- | ------------ | ------------ | ------------ | -------------- | -------------- | -------------- | -------------- | -------------- | -------------- |
| SB2    | 14.09.2016 | CHN          | Huang Wenpan | 50,65 PR     | CHN            | Li Tingshen    | 51,78          | CHN            | Huang Chaowen  | 54,29          |
| SB3    | 14.09.2016 | CHN          | Jin Zhipeng  | 47,54 PR     | ESP            | Miguel Luque   | 49,47          | ITA            | Efrem Morelli  | 49,92          |

### 100 Meter Brust
| Klasse | Datum      | Goldmedaille | Goldmedaille                       | Goldmedaille | Silbermedaille | Silbermedaille       | Silbermedaille | Bronzemedaille | Bronzemedaille        | Bronzemedaille |
| Klasse | Datum      | Land         | Sportler                           | Zeit (min)   | Land           | Sportler             | Zeit (min)     | Land           | Sportler              | Zeit (min)     |
| ------ | ---------- | ------------ | ---------------------------------- | ------------ | -------------- | -------------------- | -------------- | -------------- | --------------------- | -------------- |
| SB4    | 11.09.2016 | CHN          | Li Junsheng                        | 1:35,96      | BRA            | Daniel Dias          | 1:36,13        | COL            | Moises Fuentes Garcia | 1:37,40        |
| SB5    | 11.09.2016 | SWE          | Karl Forsman                       | 1:34,27      | KOR            | Lim Woo Geun         | 1:35,18        | MEX            | Pedro Rangel          | 1:37,84        |
| SB6    | 15.09.2016 | UKR          | Jewhenij Bohodajko                 | 1:18,71 PR   | COL            | Nelson Crispin Corzo | 1:21,47        | GER            | Torben Schmidtke      | 1:23,47        |
| SB7    | 10.09.2016 | COL          | Carlos Serrano Zárate              | 1:12,50      | AUS            | Blake Cochrane       | 1:18,66        | CHN            | Yang Hong             | 1:20,21        |
| SB8    | 14.09.2016 | ESP          | Oscar Salguero Galisteo            | 1:11,11      | ITA            | Federico Morlacchi   | 1:12,68        | AUT            | Andreas Onea          | 1:14,44        |
| SB9    | 08.09.2016 | RSA          | Kevin Paul                         | 1:04,86      | UKR            | Denys Dubrow         | 1:05,10        | NED            | Duncan van Haaren     | 1:06,54        |
| SB11   | 13.09.2016 | CHN          | Yang Bozun                         | 1:10,08      | USA            | Tharon Drake         | 1:11,50        | JPN            | Keiichi Kemura        | 1:12,88        |
| SB12   | 13.09.2016 | BLR          | Uladsimir Isotau                   | 1:06,82      | AZE            | Dsmitri Salej        | 1:08,80        | UKR            | Maxym Weraxa          | 1:09,00        |
| SB13 1 | 11.09.2016 | UKR UZB      | Olexij Fedyna Firdawsbek Musabekow | 1:04,94      |                |                      |                | BLR            | Ihar Boki             | 1:06,71        |
| SB14   | 14.09.2016 | GBR          | Aaron Moores                       | 1:06,67      | GBR            | Scott Quin           | 1:06,70        | NED            | Marc Evers            | 1:07,64        |

1 gruppe)100mB

### 150 Meter Lagen
| Klasse | Datum      | Goldmedaille | Goldmedaille   | Goldmedaille | Silbermedaille | Silbermedaille    | Silbermedaille | Bronzemedaille | Bronzemedaille | Bronzemedaille |
| Klasse | Datum      | Land         | Sportler       | Zeit (min)   | Land           | Sportler          | Zeit (min)     | Land           | Sportler       | Zeit (min)     |
| ------ | ---------- | ------------ | -------------- | ------------ | -------------- | ----------------- | -------------- | -------------- | -------------- | -------------- |
| SM3    | 15.09.2016 | CHN          | Huang Wenpan   | 2:40,19 PR   | UKR            | Dmytro Wynohradez | 2:40,75        | CHN            | Du Jianping    | 2:52,32        |
| SM4    | 12.09.2016 | NZL          | Cameron Leslie | 2:23,12      | CHN            | Jin Zhipeng       | 2:26,91        | DEN            | Jonas Larsen   | 2:33,67        |

### 200 Meter Lagen
| Klasse | Datum      | Goldmedaille | Goldmedaille       | Goldmedaille | Silbermedaille | Silbermedaille     | Silbermedaille | Bronzemedaille | Bronzemedaille    | Bronzemedaille |
| Klasse | Datum      | Land         | Sportler           | Zeit (min)   | Land           | Sportler           | Zeit (min)     | Land           | Sportler          | Zeit (min)     |
| ------ | ---------- | ------------ | ------------------ | ------------ | -------------- | ------------------ | -------------- | -------------- | ----------------- | -------------- |
| SM6    | 12.09.2016 | GBR          | Sascha Kindred     | 2:38,47      | CHN            | Jia Hongguang      | 2:39,47        | BRA            | Talisson Glock    | 2:41,39        |
| SM7    | 13.09.2016 | UKR          | Jewhenij Bohodajko | 2:30,72      | USA            | Rudy Garcia-Tolson | 2:33,87        | AUS            | Matthew Levy      | 2:36,99        |
| SM8    | 17.09.2016 | GBR          | Oliver Hynd        | 2:20,01 PR   | CHN            | Song Maodang       | 2:20,79        | CHN            | Xu Haijiao        | 2:21,19        |
| SM9    | 11.09.2016 | ITA          | Federico Morlacchi | 2:16,72      | HUN            | Tamas Sors         | 2:17,33        | AUS            | Timothy Disken    | 2:17,72        |
| SM10   | 11.09.2016 | UKR          | Denys Dubrow       | 2:06,87 PR   | UKR            | Maksym Krypak      | 2:08,10        | UKR            | Dmytro Wansenko   | 2:10,48        |
| SM11   | 16.09.2016 | ESP          | Oliver Israel      | 2:24,11      | UKR            | Wiktor Smyrnow     | 2:26,57        | CHN            | Yang Bozun        | 2:27,82        |
| SM13   | 10.09.2016 | BLR          | Ihar Boki          | 2:04,02      | UKR            | Jaroslaw Denysenko | 2:08,76        | UKR            | Danylo Tschufarow | 2:11,12        |
| SM14   | 18.09.2016 | NED          | Marc Evers         | 2:10,29 PR   | GBR            | Thomas Hamer       | 2:12,88        | JPN            | Keichi Nakajima   | 2:15,46        |

### 4 × 100 Meter Freistil Staffel
| Klasse    | Datum      | Goldmedaille | Goldmedaille                                                | Goldmedaille | Silbermedaille | Silbermedaille                                           | Silbermedaille | Bronzemedaille | Bronzemedaille                                | Bronzemedaille |
| Klasse    | Datum      | Land         | Sportler                                                    | Zeit (min)   | Land           | Sportler                                                 | Zeit (min)     | Land           | Sportler                                      | Zeit (min)     |
| --------- | ---------- | ------------ | ----------------------------------------------------------- | ------------ | -------------- | -------------------------------------------------------- | -------------- | -------------- | --------------------------------------------- | -------------- |
| 34 Punkte | 14.09.2016 | UKR          | Olexandr Komarow Maksym Krypak Bohdan Hrynenko Denys Dubrow | 3:48,11 PR   | BRA            | Daniel Dias André Brasil Ruitter Silva Phelipe Rodrigues | 3:48,98        | CHN            | Song Maodang Xu Haijiao Lin Furong Wang Yinan | 3:50,41        |

### 4 × 100 Meter Lagen Staffel
| Klasse    | Datum      | Goldmedaille | Goldmedaille                                 | Goldmedaille | Silbermedaille | Silbermedaille                                                  | Silbermedaille | Bronzemedaille | Bronzemedaille                                           | Bronzemedaille |
| Klasse    | Datum      | Land         | Sportler                                     | Zeit (min)   | Land           | Sportler                                                        | Zeit (min)     | Land           | Sportler                                                 | Zeit (min)     |
| --------- | ---------- | ------------ | -------------------------------------------- | ------------ | -------------- | --------------------------------------------------------------- | -------------- | -------------- | -------------------------------------------------------- | -------------- |
| 34 Punkte | 17.09.2016 | CHN          | Zhou Cong Lin Furong Song Maodang Wang Yinan | 4:06,44 PR   | UKR            | Jurij Boschynskyj Denys Dubrow Maksym Krypak Jewhenij Bohodajko | 4:07,89        | BRA            | Daniel Dias Ruan de Souza Andre Brasil Phelipe Rodrigues | 4:17,51        |

## Ergebnisse Frauen

### 50 Meter Freistil
| Klasse | Datum      | Goldmedaille | Goldmedaille         | Goldmedaille | Silbermedaille | Silbermedaille         | Silbermedaille | Bronzemedaille | Bronzemedaille                | Bronzemedaille |
| Klasse | Datum      | Land         | Sportler             | Zeit (s)     | Land           | Sportler               | Zeit (s)       | Land           | Sportler                      | Zeit (s)       |
| ------ | ---------- | ------------ | -------------------- | ------------ | -------------- | ---------------------- | -------------- | -------------- | ----------------------------- | -------------- |
| S4     | 17.09.2016 | AUS          | Rachael Watson       | 40,13 PR     | ITA            | Arjola Trimi           | 40,51          | MEX            | Nely Miranda Herrera          | 40,53          |
| S5     | 12.09.2016 | CHN          | Zhang Li             | 36,87        | BRA            | Joana Maria Silva      | 37,13          | CZE            | Bela Trebinova                | 37,37          |
| S6     | 10.09.2016 | UKR          | Jelysaweta Mereschko | 33,43        | UKR            | Wiktorija Sawzowa      | 33,68          | AUS            | Tiffany Thomas Kane           | 34,41          |
| S7     | 09.09.2016 | USA          | McKenzie Coan        | 32,42        | GER            | Denise Grahl           | 33,16          | GBR            | Susannah Rodgers              | 33,26          |
| S8     | 16.09.2016 | AUS          | Maddison Elliott     | 29,73 PR     | AUS            | Lakeisha Patterson     | 30,13          | CHN            | Jiang Shengnan                | 30,53          |
| S9     | 13.09.2016 | USA          | Michelle Konkoly     | 28,29        | AUS            | Ellie Cole             | 29,13          | CHN            | Wang Jiexin                   | 29,30          |
| S10    | 09.09.2016 | CAN          | Aurelie Rivard       | 27,37        | NZL            | Sophie Pascoe          | 27,72          | CHN            | Chen Yi                       | 28,21          |
| S11    | 12.09.2016 | CHN          | Li Guizhi            | 30,73        | SWE            | Maja Reichard          | 30,76          | UKR            | Maryna Piddubna               | 31,23          |
| S12    | 17.09.2016 | USA          | Hannah Russell       | 27,53        | GER            | Maike Naomi Schnittger | 28,38          | ESP            | Maria Delgado Nadal           | 29,03          |
| S13    | 14.09.2016 | UKR          | Anna Stezenko        | 27,34 PR     | UZB            | Muslima Odilowa        | 28,00          | UZB            | Schochsanamchon Toschpulatowa | 28,02          |

### 100 Meter Freistil
| Klasse | Datum      | Goldmedaille | Goldmedaille         | Goldmedaille | Silbermedaille | Silbermedaille     | Silbermedaille | Bronzemedaille | Bronzemedaille     | Bronzemedaille |
| Klasse | Datum      | Land         | Sportler             | Zeit (min)   | Land           | Sportler           | Zeit (min)     | Land           | Sportler           | Zeit (min)     |
| ------ | ---------- | ------------ | -------------------- | ------------ | -------------- | ------------------ | -------------- | -------------- | ------------------ | -------------- |
| S3     | 08.09.2016 | KAZ          | Sulfija Gabidullina  | 1:30,07      | CHN            | Peng Qiuping       | 1:34,71        | UKR            | Olha Swiderska     | 1:34,86        |
| S5     | 17.09.2016 | CHN          | Zhang Li             | 1:18,85      | ESP            | Teresa Perales     | 1:20,47        | BRA            | Joana Maria Silva  | 1:23,21        |
| S6     | 17.09.2016 | UKR          | Jelysaweta Mereschko | 1:11,40 PR   | UKR            | Viktoriia Savtsova | 1:13,47        | GBR            | Ellie Robinson     | 1:14,43        |
| S7     | 16.09.2016 | USA          | McKenzie Coan        | 1:09,99      | USA            | Cortney Jordan     | 1:12,80        | CHN            | Huang Yajing       | 1:12,85        |
| S8     | 11.09.2016 | AUS          | Maddison Elliott     | 1:04,73      | AUS            | Lakeisha Patterson | 1:05,08        | GBR            | Stephanie Millward | 1:05,16        |
| S9     | 12.09.2016 | USA          | Michelle Konkoly     | 1:00,91      | ESP            | Sarai Gascon       | 1:02,81        | AUS            | Ellie Cole         | 1:02,93        |
| S10    | 13.09.2016 | CAN          | Aurelie Rivard       | 0:59,31      | NZL            | Sophie Pascoe      | 0:59,85        | FRA            | Elodie Lorandi     | 1:01,13        |
| S11    | 15.09.2016 | CHN          | Xie Qing             | 1:08,03      | CHN            | Li Guizhi          | 1:08,31        | NED            | Liesette Bruinsma  | 1:08,55        |
| S13    | 16.09.2016 | UKR          | Anna Stetsenko       | 0:59,19      | USA            | Rebecca Meyers     | 0:59,77        | GBR            | Hannah Russell     | 1:00,07        |

### 200 Meter Freistil
| Klasse | Datum      | Goldmedaille | Goldmedaille  | Goldmedaille | Silbermedaille | Silbermedaille         | Silbermedaille | Bronzemedaille | Bronzemedaille      | Bronzemedaille |
| Klasse | Datum      | Land         | Sportler      | Zeit (min)   | Land           | Sportler               | Zeit (min)     | Land           | Sportler            | Zeit (min)     |
| ------ | ---------- | ------------ | ------------- | ------------ | -------------- | ---------------------- | -------------- | -------------- | ------------------- | -------------- |
| S5     | 08.09.2016 | CHN          | Zhang Li      | 2:48,33      | ESP            | Teresa Perales         | 2:50,91        | NOR            | Sarah Louise Rung   | 2:51,37        |
| S14    | 11.09.2016 | GBR          | Bethany Firth | 2:03,30      | GBR            | Jessica-Jane Applegate | 2:06,92        | NED            | Marlou van der Kulk | 2:10,20        |

### 400 Meter Freistil
| Klasse | Datum      | Goldmedaille | Goldmedaille         | Goldmedaille | Silbermedaille | Silbermedaille    | Silbermedaille | Bronzemedaille | Bronzemedaille      | Bronzemedaille |
| Klasse | Datum      | Land         | Sportler             | Zeit (min)   | Land           | Sportler          | Zeit (min)     | Land           | Sportler            | Zeit (min)     |
| ------ | ---------- | ------------ | -------------------- | ------------ | -------------- | ----------------- | -------------- | -------------- | ------------------- | -------------- |
| S6     | 13.09.2016 | UKR          | Jelysaweta Mereschko | 5:17,01      | CHN            | Song Lingling     | 5:21,37        | GBR            | Eleanor Simmonds    | 5:24,87        |
| S7     | 14.09.2016 | USA          | McKenzie Coan        | 5:05,77      | USA            | Cortney Jordan    | 5:18,20        | GBR            | Susannah Rodgers    | 5:23,17        |
| S8     | 08.09.2016 | AUS          | Lakeisha Patterson   | 4:40,33      | USA            | Jessica Long      | 4:47,82        | GBR            | Stephanie Millward  | 4:49,49        |
| S9     | 09.09.2016 | ESP          | Nuria Marques Soto   | 4:42,56      | AUS            | Ellie Cole        | 4:42,58        | CHN            | Xu Jialing          | 4:43,66        |
| S10    | 15.09.2016 | CAN          | Aurelie Rivard       | 4:29,96 PR   | AUS            | Monique Murphy    | 4:35,09        | FRA            | Elodie Lorandi      | 4:35,49        |
| S11    | 10.09.2016 | NED          | Liesette Bruinsma    | 5:15,08      | ITA            | Cecilia Camellini | 5:16,36        | CHN            | Xie Qing            | 5:25,14        |
| S13    | 12.09.2016 | USA          | Rebecca Meyers       | 4:19,59      | UKR            | Anna Stezenko     | 4:24,18        | ESP            | Ariadna Edo Beltran | 4:43,49        |

### 50 Meter Rücken
| Klasse | Datum      | Goldmedaille | Goldmedaille   | Goldmedaille | Silbermedaille | Silbermedaille | Silbermedaille | Bronzemedaille | Bronzemedaille    | Bronzemedaille |
| Klasse | Datum      | Land         | Sportler       | Zeit (min)   | Land           | Sportler       | Zeit (min)     | Land           | Sportler          | Zeit (min)     |
| ------ | ---------- | ------------ | -------------- | ------------ | -------------- | -------------- | -------------- | -------------- | ----------------- | -------------- |
| S2     | 15.09.2016 | SGP          | Yip Pin Xiu    | 1:00,33      | CHN            | Feng Yazhu     | 1:02,66        | UKR            | Iryna Sotska      | 1:17,22        |
| S3     | 10.09.2016 | CHN          | Peng Qiuping   | 0:48,49      | CHN            | Meng Guofen    | 0:51,42        | NED            | Lisette Teunissen | 0:53,44        |
| S4     | 16.09.2016 | CHN          | Cheng Jiao     | 0:48,11      | CHN            | Deng Yue       | 0:50,01        | UKR            | Maryna Verbova    | 0:52,28        |
| S5     | 16.09.2016 | ESP          | Teresa Perales | 0:43,03      | CZE            | Běla Třebínová | 0:44,51        | NOR            | Sarah Louise Rung | 0:45,40        |

### 100 Meter Rücken
| Klasse | Datum      | Goldmedaille | Goldmedaille       | Goldmedaille | Silbermedaille | Silbermedaille      | Silbermedaille | Bronzemedaille | Bronzemedaille         | Bronzemedaille |
| Klasse | Datum      | Land         | Sportler           | Zeit (min)   | Land           | Sportler            | Zeit (min)     | Land           | Sportler               | Zeit (min)     |
| ------ | ---------- | ------------ | ------------------ | ------------ | -------------- | ------------------- | -------------- | -------------- | ---------------------- | -------------- |
| S2     | 09.09.2016 | SIN          | Yip Pin Xiu        | 2:07,09      | CHN            | Feng Yazhu          | 2:18,65        | UKR            | Iryna Sozka            | 2:21,98        |
| S6     | 08.09.2016 | CHN          | Song Lingling      | 1:21,43      | CHN            | Lu Dong             | 1:21,65        | UKR            | Oxana Chrul            | 1:26,82        |
| S7     | 08.09.2016 | CHN          | Ke Liting          | 1:23,06      | CHN            | Zhang Ying          | 1:23,34        | AUS            | Rebecca Dubber         | 1:23,85        |
| S8     | 13.09.2016 | GBR          | Stephanie Millward | 1:13,02      | AUS            | Maddison Elliott    | 1:17,16        | USA            | Jessica Long           | 1:18,12        |
| S9     | 16.09.2016 | AUS          | Ellie Cole         | 1:09,18 PR   | ESP            | Nuria Marques Soto  | 1:09,57        | USA            | Hannah Aspden          | 1:10,67        |
| S10    | 10.09.2016 | NZL          | Sophie Pascoe      | 1:07,04      | HUN            | Bianka Pap          | 1:07,95        | GBR            | Alice Tai              | 1:09,39        |
| S11    | 09.09.2016 | NZL          | Mary Fisher        | 1:17,96      | CHN            | Cai Liwen           | 1:20,29        | SWE            | Maja Reichard          | 1:21,46        |
| S12    | 14.09.2016 | GBR          | Hannah Russell     | 1:06,06 PR   | UKR            | Jaryna Matlo        | 1:11,97        | ESP            | Maria Delgado Nadal    | 1:12,73        |
| S13    | 17.09.2016 | UKR          | Anna Stezenko      | 1:08,30 PR   | GBR            | Abby Kane           | 1:09,30        | AUS            | Katja Dedekind         | 1:12,25        |
| S14    | 08.09.2016 | GBR          | Bethany Firth      | 1:04,05      | NED            | Marlou van der Kulk | 1:06,33        | GBR            | Jessica Jane Applegate | 1:08,67        |

### 50 Meter Schmetterling
| Klasse | Datum      | Goldmedaille | Goldmedaille     | Goldmedaille | Silbermedaille | Silbermedaille    | Silbermedaille | Bronzemedaille | Bronzemedaille      | Bronzemedaille |
| Klasse | Datum      | Land         | Sportler         | Zeit (s)     | Land           | Sportler          | Zeit (s)       | Land           | Sportler            | Zeit (s)       |
| ------ | ---------- | ------------ | ---------------- | ------------ | -------------- | ----------------- | -------------- | -------------- | ------------------- | -------------- |
| S5     | 10.09.2016 | CHN          | Xu Xihan         | 43,62        | NOR            | Sarah Louise Rung | 45,67          | ITA            | Giulia Ghiretti     | 45,74          |
| S6     | 09.09.2016 | GBR          | Ellie Robinson   | 35,58        | UKR            | Oxana Chrul       | 36,45          | AUS            | Tiffany Thomas Kane | 36,81          |
| S7     | 12.09.2016 | GBR          | Susannah Rodgers | 35,07        | USA            | Cortney Jordan    | 35,46          | NZL            | Nikita Howarth      | 35,97          |

### 100 Meter Schmetterling
| Klasse | Datum      | Goldmedaille | Goldmedaille      | Goldmedaille | Silbermedaille | Silbermedaille   | Silbermedaille | Bronzemedaille | Bronzemedaille     | Bronzemedaille |
| Klasse | Datum      | Land         | Sportler          | Zeit (min)   | Land           | Sportler         | Zeit (min)     | Land           | Sportler           | Zeit (min)     |
| ------ | ---------- | ------------ | ----------------- | ------------ | -------------- | ---------------- | -------------- | -------------- | ------------------ | -------------- |
| S8     | 10.09.2016 | UKR          | Kateryna Istomina | 1:09,04      | GBR            | Stephanie Slater | 1:10,32        | USA            | Jessica Long       | 1:10,53        |
| S9     | 15.09.2016 | CHN          | Xu Jialing        | 1:07,90      | ESP            | Sarai Gascon     | 1:08,00        | HUN            | Zsófia Konkoly     | 1:09,21        |
| S10    | 12.09.2016 | NZL          | Sophie Pascoe     | 1:02,65      | CHN            | Chen Yi          | 1:06,92        | POL            | Oliwia Jablonska   | 1:08,77        |
| S13    | 09.09.2016 | USA          | Rebecca Meyers    | 1:03,25      | UZB            | Muslima Odilowa  | 1:04,92        | UZB            | Fotimachon Amilowa | 1:04,93        |

### 50 Meter Brust
| Klasse | Datum      | Goldmedaille | Goldmedaille | Goldmedaille | Silbermedaille | Silbermedaille | Silbermedaille | Bronzemedaille | Bronzemedaille | Bronzemedaille |
| Klasse | Datum      | Land         | Sportler     | Zeit (min)   | Land           | Sportler       | Zeit (min)     | Land           | Sportler       | Zeit (min)     |
| ------ | ---------- | ------------ | ------------ | ------------ | -------------- | -------------- | -------------- | -------------- | -------------- | -------------- |
| SB3    | 14.09.2016 | CHN          | Cheng Jiao   | 0:58,28      | UKR            | Marija Lafina  | 1:01,92        | MEX            | Patricia Valle | 1:02,40        |

### 100 Meter Brust
| Klasse | Datum      | Goldmedaille | Goldmedaille            | Goldmedaille | Silbermedaille | Silbermedaille          | Silbermedaille | Bronzemedaille | Bronzemedaille       | Bronzemedaille |
| Klasse | Datum      | Land         | Sportler                | Zeit (min)   | Land           | Sportler                | Zeit (min)     | Land           | Sportler             | Zeit (min)     |
| ------ | ---------- | ------------ | ----------------------- | ------------ | -------------- | ----------------------- | -------------- | -------------- | -------------------- | -------------- |
| SB4    | 11.09.2016 | USA          | Elizabeth Marks         | 1:28,13      | USA            | Jessica Long            | 1:32,94        | NED            | Lisa den Braber      | 1:34,66        |
| SB5    | 11.09.2016 | UKR          | Jelysaweta Mereschko    | 1:41,63      | UKR            | Wiktorija Sawzowa       | 1:42,14        | CHN            | Song Lingling        | 1:45,21        |
| SB6    | 15.09.2016 | AUS          | Tiffany Thomas Kane     | 1:35,39 PR   | USA            | Sophia Elizabeth Herzog | 1:36,95        | GBR            | Charlotte Henshaw    | 1:37,79        |
| SB7    | 10.09.2016 | USA          | Elizabeth Marks         | 1:28,13      | USA            | Jessica Long            | 1:32,94        | NED            | Lisa den Braber      | 1:34,66        |
| SB8    | 14.09.2016 | CAN          | Katarina Roxon          | 1:19,44      | GBR            | Claire Cashmore         | 1:20,60        | IRL            | Ellen Keane          | 1:23,07        |
| SB9    | 08.09.2016 | NED          | Lisa Kruger             | 1:15,49      | GBR            | Harriet Lee             | 1:16,87        | NED            | Chantalle Zijderveld | 1:17,01        |
| SB11   | 13.09.2016 | CHN          | Zhang Xiatong           | 1:23,02      | NED            | Liesette Bruinsma       | 1:25,81        | SWE            | Maja Reichard        | 1:26,60        |
| SB13   | 11.09.2016 | UZB          | Fotimachon Amilowa      | 1:12,45      | GBR            | Rebecca Redfern         | 1:13,81        | USA            | Colleen Young        | 1:17,02        |
| SB14   | 14.09.2016 | ESP          | Michelle Alonso Morales | 1:12,62 PR   | GBR            | Bethany Firth           | 1:12,89        | NED            | Magda Toeters        | 1:17,35        |

### 150 Meter Lagen
| Klasse | Datum      | Goldmedaille | Goldmedaille | Goldmedaille | Silbermedaille | Silbermedaille | Silbermedaille | Bronzemedaille | Bronzemedaille | Bronzemedaille |
| Klasse | Datum      | Land         | Sportler     | Zeit (min)   | Land           | Sportler       | Zeit (min)     | Land           | Sportler       | Zeit (min)     |
| ------ | ---------- | ------------ | ------------ | ------------ | -------------- | -------------- | -------------- | -------------- | -------------- | -------------- |
| SM4    | 12.09.2016 | CHN          | Cheng Jiao   | 2:49,69      | UKR            | Olha Swiderska | 2:54,14 WR     | CHN            | Deng Yue       | 2:57,26        |

### 200 Meter Lagen
| Klasse | Datum      | Goldmedaille | Goldmedaille      | Goldmedaille | Silbermedaille | Silbermedaille         | Silbermedaille | Bronzemedaille | Bronzemedaille                | Bronzemedaille |
| Klasse | Datum      | Land         | Sportler          | Zeit (min)   | Land           | Sportler               | Zeit (min)     | Land           | Sportler                      | Zeit (min)     |
| ------ | ---------- | ------------ | ----------------- | ------------ | -------------- | ---------------------- | -------------- | -------------- | ----------------------------- | -------------- |
| SM5    | 15.09.2016 | NOR          | Sarah Louise Rung | 3:15,83      | ESP            | Teresa Perales         | 3:36,14        | ISR            | Inbal Pezaro                  | 3:38,20        |
| SM6    | 12.09.2016 | GBR          | Eleanor Simmonds  | 2:59,81      | CHN            | Song Lingling          | 3:03,19        | AUS            | Tiffany Thomas Kane           | 3:09,78        |
| SM7    | 13.09.2016 | NZL          | Nikita Howarth    | 2:57,29      | CAN            | Tess Routliffe         | 3:02,05        | USA            | Cortney Jordan                | 3:04,17        |
| SM8    | 17.09.2016 | USA          | Jessica Long      | 2:40,23      | GBR            | Stephanie Millward     | 2:43,03        | AUS            | Lakeisha Patterson            | 2:45,22        |
| SM9    | 11.09.2016 | CHN          | Lin Ping          | 2:35,64      | ESP            | Sarai Gascon           | 2:35,84        | GBR            | Amy Marren                    | 2:36,26        |
| SM10   | 12.09.2016 | NZL          | Sophie Pascoe     | 2:24,90 PR   | CAN            | Aurelie Rivard         | 2:30,03        | HUN            | Bianka Pap                    | 2:31,46        |
| SM11   | 16.09.2016 | NED          | Liesette Bruinsma | 2:49,87      | SWE            | Maja Reichard          | 2:51,72        | CHN            | Xie Qing                      | 2:51,98        |
| SM13   | 10.09.2016 | USA          | Rebecca Meyers    | 2:24,66      | UZB            | Fotimachon Amilowa     | 2:25,23        | UZB            | Schochsanamchon Toschpulatowa | 2:27,31        |
| SM14   | 17.09.2016 | GBR          | Bethany Firth     | 2:19,55 PR   | GBR            | Jessica-Jane Applegate | 2:27,58        | NED            | Marlou van der Kulk           | 2:29,49        |

### 4 × 100 Meter Freistil Staffel
| Klasse    | Datum      | Goldmedaille | Goldmedaille                                                      | Goldmedaille | Silbermedaille | Silbermedaille                                              | Silbermedaille | Bronzemedaille | Bronzemedaille                            | Bronzemedaille |
| Klasse    | Datum      | Land         | Sportler                                                          | Zeit (min)   | Land           | Sportler                                                    | Zeit (min)     | Land           | Sportler                                  | Zeit (min)     |
| --------- | ---------- | ------------ | ----------------------------------------------------------------- | ------------ | -------------- | ----------------------------------------------------------- | -------------- | -------------- | ----------------------------------------- | -------------- |
| 34 Punkte | 15.09.2016 | AUS          | Ellie Cole Lakeisha Patterson Maddison Elliott Ashleigh McConnell | 4:16,65      | USA            | McKenzie Coan Elizabeth Smith Jessica Long Michelle Konkoly | 4:20,10        | CHN            | Song Lingling Chen Yi Lin Ping Xu Jialing | 4:24,22        |

### 4 × 100 Meter Lagen Staffel
| Klasse    | Datum      | Goldmedaille | Goldmedaille                                                  | Goldmedaille | Silbermedaille | Silbermedaille                                                 | Silbermedaille | Bronzemedaille | Bronzemedaille                                                 | Bronzemedaille |
| Klasse    | Datum      | Land         | Sportler                                                      | Zeit (min)   | Land           | Sportler                                                       | Zeit (min)     | Land           | Sportler                                                       | Zeit (min)     |
| --------- | ---------- | ------------ | ------------------------------------------------------------- | ------------ | -------------- | -------------------------------------------------------------- | -------------- | -------------- | -------------------------------------------------------------- | -------------- |
| 34 Punkte | 16.09.2016 | GBR          | Alice Tai Claire Cashmore Stephanie Slater Stephanie Millward | 4:45,23 PR   | AUS            | Ellie Cole Madeleine Scott Maddison Elliott Lakeisha Patterson | 4:45,85        | USA            | Hannah Aspden Elizabeth Marks Elizabeth Smith Michelle Konkoly | 4:50,34        |

## Ergebnisse Mixed

### 4 × 50 Meter Freistil Staffel
| Klasse    | Datum      | Goldmedaille | Goldmedaille                                                                             | Goldmedaille | Silbermedaille | Silbermedaille                                                                                         | Silbermedaille | Bronzemedaille | Bronzemedaille | Bronzemedaille |
| Klasse    | Datum      | Land         | Sportler                                                                                 | Zeit (min)   | Land           | Sportler                                                                                               | Zeit (min)     | Land           | Sportler | Zeit (min)     |
| --------- | ---------- | ------------ | ---------------------------------------------------------------------------------------- | ------------ | -------------- | --- | -------------- | -------------- | --- | -------------- |
| 20 Punkte | 09.09.2016 | CHN          | Peng Qiuping Jiang Shengnan Huang Wenpan Xu Qing Chen Yi Li Hanhua Zhang Li Zou Liankang | 2:18,03      | BRA            | Clodoaldo Silva Joana Maria Silva Susana Ribeiro Daniel Dias Talisson Glock Patricia Perero dos Santos | 2:25,45        | UKR            | Andrij Derewinskyj Wiktorija Sawzowa Olha Swiderska Jewhenij Bohodajko Bohdan Hrynenko Jelysaweta Mereschko Dmytro Wynohradez | 2:30,66        |

## Medaillenspiegel
| Medaillenspiegel Schwimmen nach allen Entscheidungen |                     |                              |                           |                           |        |
| Platz                                                | Land                | Goldmedaille – Olympiasieger | Silbermedaille – 2. Platz | Bronzemedaille – 3. Platz | Gesamt |
| 01                                                   | Volksrepublik China | 37                           | 30                        | 25                        | 92     |
| 02                                                   | Ukraine             | 25                           | 24                        | 25                        | 74     |
| 03                                                   | Großbritannien      | 16                           | 16                        | 15                        | 47     |
| 04                                                   | Vereinigte Staaten  | 14                           | 14                        | 9                         | 39     |
| 05                                                   | Australien          | 9                            | 10                        | 10                        | 29     |
| 06                                                   | Belarus             | 7                            | -                         | 1                         | 8      |
| 07                                                   | Spanien             | 6                            | 8                         | 3                         | 19     |
| 08                                                   | Neuseeland          | 6                            | 2                         | 2                         | 10     |
| 09                                                   | Brasilien           | 4                            | 7                         | 8                         | 19     |
| 10                                                   | Niederlande         | 4                            | 6                         | 11                        | 21     |
| 11                                                   | Kanada              | 4                            | 2                         | 2                         | 8      |
| 12                                                   | Südkorea            | 4                            | 1                         | -                         | 5      |
| 13                                                   | Italien             | 2                            | 8                         | 3                         | 13     |
| 14                                                   | Usbekistan          | 2                            | 4                         | 6                         | 12     |
| 15                                                   | Norwegen            | 2                            | 1                         | 3                         | 6      |
| 16                                                   | Singapur            | 2                            | -                         | 1                         | 3      |
| 17                                                   | Kolumbien           | 1                            | 4                         | 2                         | 7      |
| 18                                                   | Ungarn              | 1                            | 2                         | 5                         | 8      |
| 19                                                   | Schweden            | 1                            | 2                         | 2                         | 5      |
| 20                                                   | Tschechien          | 1                            | 1                         | 1                         | 3      |
| 21                                                   | Kuba                | 1                            | -                         | 1                         | 2      |
| 22                                                   | Griechenland        | 1                            | -                         | -                         | 1      |
| 22                                                   | Hongkong            | 1                            | -                         | -                         | 1      |
| 22                                                   | Kasachstan          | 1                            | -                         | -                         | 1      |
| 22                                                   | Südafrika           | 1                            | -                         | -                         | 1      |
| 26                                                   | Aserbaidschan       | -                            | 3                         | -                         | 3      |
| 27                                                   | Japan               | -                            | 2                         | 5                         | 7      |
| 28                                                   | Deutschland         | -                            | 2                         | 1                         | 3      |
| 29                                                   | Frankreich          | -                            | 1                         | 2                         | 3      |
| 30                                                   | Polen               | -                            | 1                         | 1                         | 2      |
| 31                                                   | Vietnam             | -                            | 1                         | -                         | 1      |
| 32                                                   | Österreich          | -                            | -                         | 1                         | 1      |
| 32                                                   | Dänemark            | -                            | -                         | 1                         | 1      |
| 32                                                   | Irland              | -                            | -                         | 1                         | 1      |
| 32                                                   | Israel              | -                            | -                         | 1                         | 1      |
| Total                                                | Total               | 153                          | 152                       | 148                       | 452    |